# Гельта

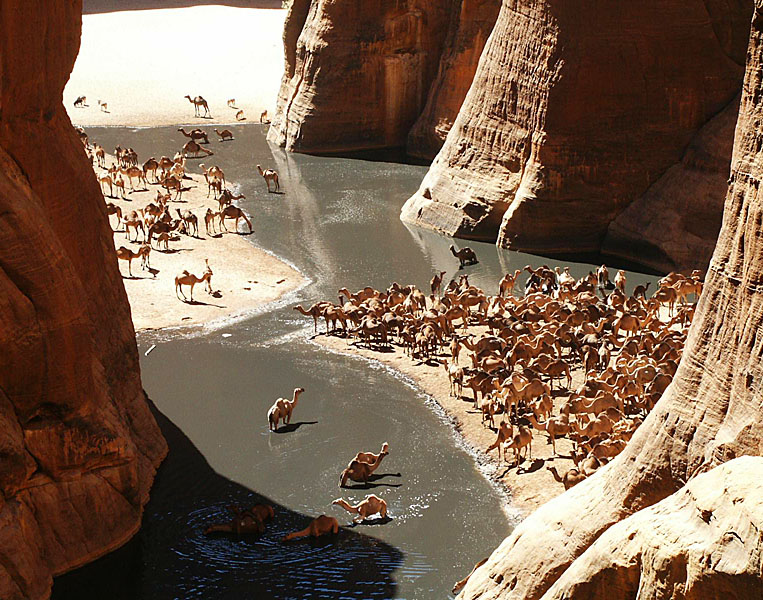
Верблюди в гельті Аршеї в Еннеді (північно-східний Чад).

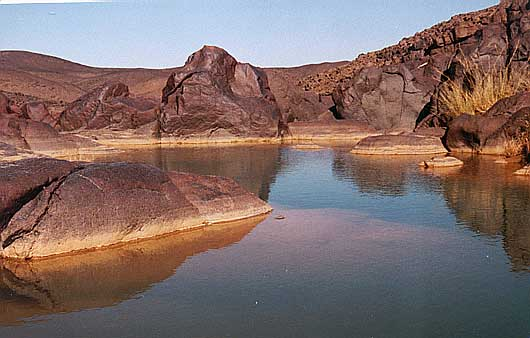
Гельта в горах Іфорас в Малі.

Гельта — арабський термін, поширений в Північній Африці, яким позначаються природні водойми в пустелі Сахара. Відповідний берберський термін — агельман (в Марокко), агельмам (мовою туарегів) чи агельмім (мовою кабіла).
Гельтою називають будь-яку непроточну водойму в пустелі, від малої калюжі до справжнього озера; гельти можуть бути як постійними, так і тимчасовими чи сезонними. Гельти можуть виникати на заглиблених ділянках ваді (сезонних водотоків) чи в природних западинах, де шар водонепроникної породи утримує воду від просочування, а довколишні скелі закривають водойму від прямих променів сонця. Гельти останнього типу існують постійно і відомі з глибокої древності як місця стоянок кочових скотарів та транс-сахарських караванів; такі водойми зустрічаються, зокрема, в чадському Еннеді (гельта Аршеї), в горах Іфорас на північному сході Малі, а також в Мавританії. В горах Середнього Атласу існує регіон з великою кількістю вулканічних озерець; тут розташована найбільша гельта гірського типу довжиною близько 3 км.
Слова «гельта» і «агельман» часто входять до складу сахарських топонімів; наприклад, містечко Гельта-Земмур («оливковий став») в Західній Сахарі.
Завдяки сталому джерелу води поблизу гельт зберігається флора і фауна, яка існувала на території сучасної Сахари до останнього її висихання (приблизно між 8000 до н. е. і 2500 до н. е). В двох гельтах (Аршеї в Чаді і Тагант в Мавританії) навіть збереглися популяції нільських крокодилів, водяних тварин, зовсім нехарактерних для сучасного пустельного стану регіону. Ці колонії існують безперервно з часів останнього висихання пустелі, оскільки очевидно, що крокодили були неспроможні мігрувати сюди після того, як річки, що колись текли по території сучасної Сахари, пересохли.